# تانکر دوجداره

طرح یک تانکر دو جداره

تانکر دوجداره به تانکر نفتی اطلاق می‌شود که دارای دو بدنه است. آنها در مقایسه با تانکرهای تک جداره، احتمال نشتی را کاهش می‌دهند و توانایی آنها در جلوگیری یا کاهش نشت نفت منجر به استاندارد شدن تانکرهای نفت و سایر انواع کشتی‌ها از جمله توسط کنوانسیون بین‌المللی جلوگیری از آلودگی کشتی‌ها یا کنوانسیون شده است. پس از فاجعه نشت نفت اکسون والدز در آلاسکا در سال ۱۹۸۹، دولت ایالات متحده تمام تانکرهای نفتی جدیدی که برای استفاده بین بنادر ایالات متحده ساخته می‌شوند را ملزم به مجهز شدن به بدنه کاملاً دوجداره کرد.

## دلایل استفاده

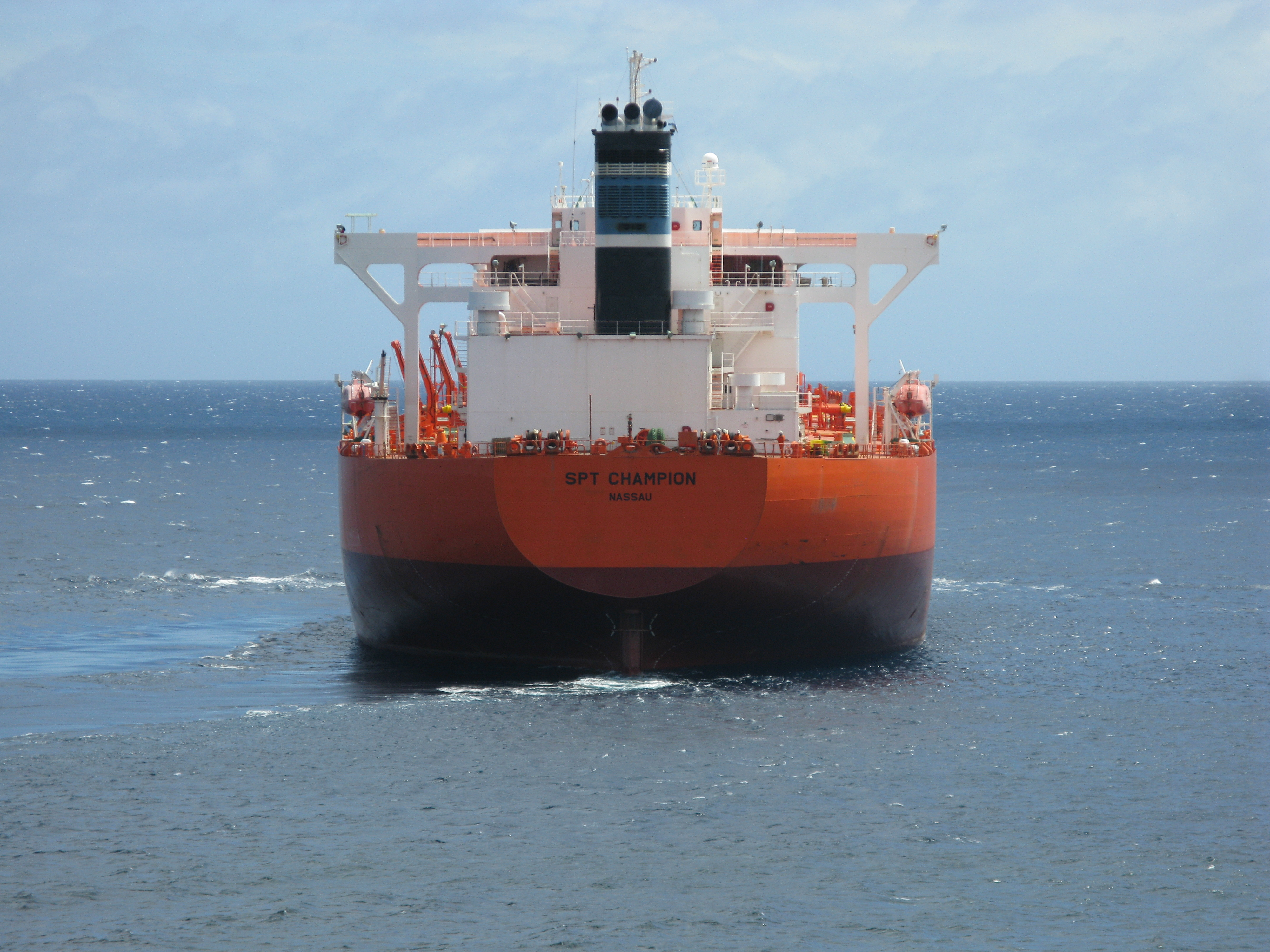
قهرمان مسابقات دو بدنه در کوراسائو

تعدادی از تولیدکنندگان، تانکرهای نفتی با بدنه دوگانه را پذیرفته‌اند، زیرا این نوع تانکرها بدنه کشتی‌ها را تقویت می‌کنند و احتمال وقوع فجایع نفتی در برخوردهای کم‌ضربه و به گل نشستن کشتی‌های تک‌بدنه را کاهش می‌دهند. آنها احتمال نشتی را در برخوردهای کم سرعت در مناطق بندری هنگامی که کشتی تحت هدایت است، کاهش می‌دهند. تحقیقات در مورد آسیب‌های ناشی از برخورد کشتی‌ها نشان داده است که بعید است تانکرهای دو جداره در هنگام تصادف هر دو بدنه را سوراخ کنند و از نشت نفت جلوگیری کنند. با این حال، برای تانکرهای کوچک‌تر، مخازن U شکل ممکن است مستعد «سیل‌زدگی آزاد» در سراسر کف دوتایی و تا سطح آب بیرونی در هر طرف مخزن بار باشند. نجات‌دهندگان ترجیح می‌دهند تانکرهای دوجداره را نجات دهند زیرا این تانکرها امکان استفاده از فشار هوا را برای مکش آب سیل فراهم می‌کنند. در دهه ۱۹۶۰، به دلیل افزایش نگرانی‌ها در مورد حوادث هسته‌ای، بدنه‌های دوجداره ضد برخورد برای کشتی‌های هسته‌ای به‌طور گسترده مورد بررسی قرار گرفتند.
توانایی تانکرهای دو جداره در جلوگیری یا کاهش نشت نفت منجر به استانداردسازی تانکرهای دو جداره برای انواع دیگر کشتی‌ها از جمله تانکرهای نفت توسط کنوانسیون بین‌المللی جلوگیری از آلودگی ناشی از کشتی‌ها یا کنوانسیون مارپل ۷۸/۷۳ شد. در سال ۱۹۹۲، مارپل اصلاح شد و «نصب بدنه‌های دوگانه یا طرح جایگزین مورد تأیید سازمان بین‌المللی دریانوردی برای تانکرهای با ظرفیت ۵۰۰۰ DWT و بیشتر که پس از ۶ ژوئیه ۱۹۹۳ سفارش داده شده‌اند، الزامی شد». با این حال، پس از حادثه اریکا در سواحل فرانسه در دسامبر ۱۹۹۹، اعضای IMO برنامه اصلاح‌شده‌ای را برای حذف تدریجی تانکرهای تک‌بدنه تصویب کردند که از اول سپتامبر ۲۰۰۳ لازم‌الاجرا شد و اصلاحات بیشتر در ۵ آوریل ۲۰۰۵ تأیید شد.
پس از فاجعه نشت نفت اکسون والدز، هنگامی که آن کشتی در سال ۱۹۸۹ در صخره‌های بلای در خارج از بندر والدز، آلاسکا به گل نشست، دولت ایالات متحده تمام تانکرهای نفتی جدیدی را که برای استفاده بین بنادر ایالات متحده ساخته می‌شوند، ملزم به مجهز شدن به بدنه کاملاً دوجداره کرد. با این حال، آسیب وارده به اکسون والدز به بخش‌هایی از بدنه (مخازن نفت خام یا مخازن لجن) که توسط یک کف دوتایی یا بدنه دوتایی جزئی محافظت می‌شدند، نفوذ کرد.

## مسائل مربوط به تعمیر و نگهداری

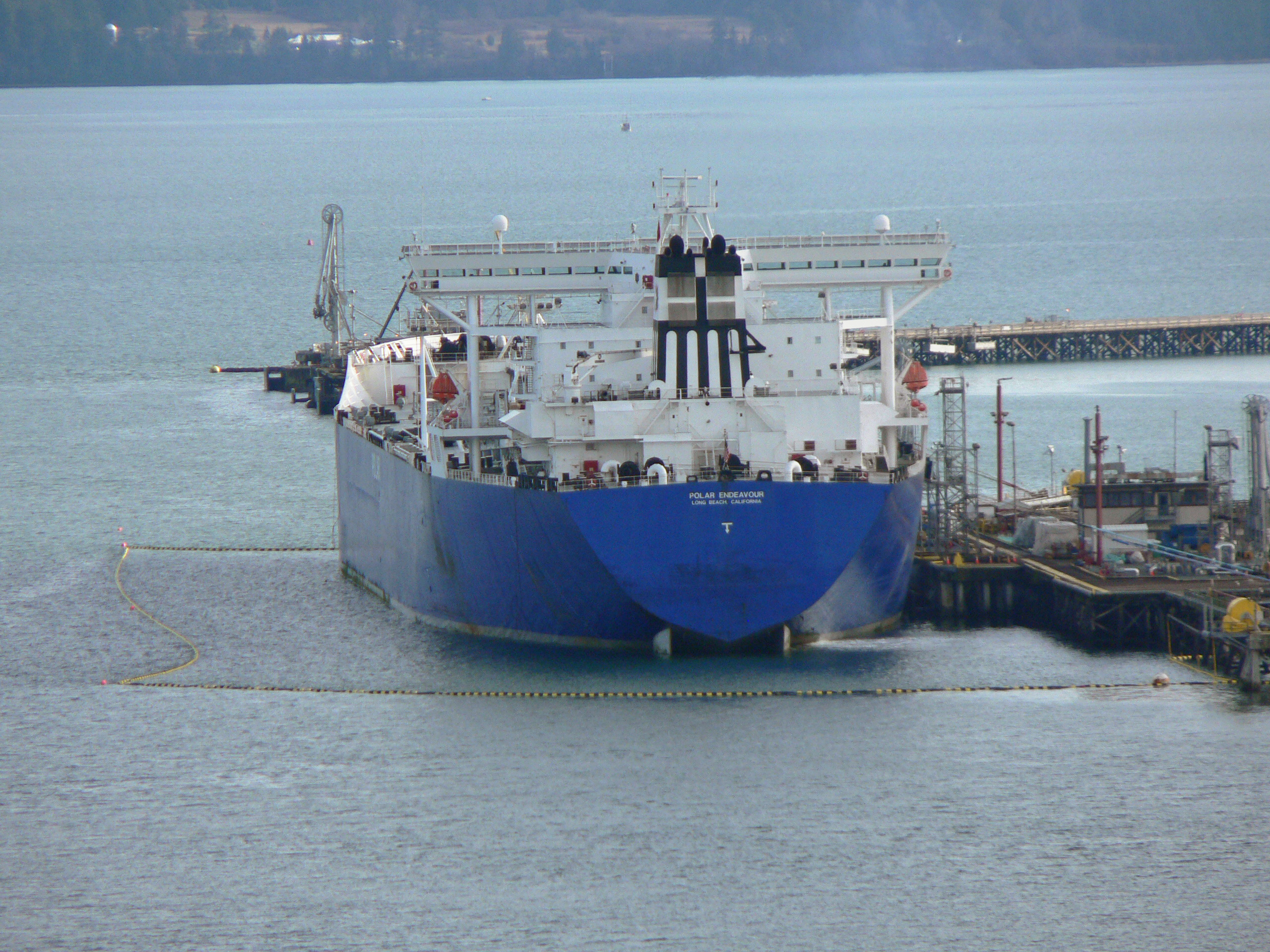
کشتی دو بدنه

اگرچه تانکرهای دو جداره احتمال برخورد کشتی‌ها با سنگ‌ها و ایجاد سوراخ در بدنه را کاهش می‌دهند، اما بدنه دوگانه در برابر برخوردهای بزرگ و پرانرژی یا به گل نشستن که عامل اصلی آلودگی نفتی هستند، محافظت نمی‌کند، با وجود اینکه به همین دلیل است که بدنه دوگانه توسط قانون ایالات متحده اجباری شده است. تانکرهای دوجداره، اگر طراحی، ساخت، نگهداری و بهره‌برداری ضعیفی داشته باشند، می‌توانند به اندازه تانکرهای تک‌جداره، اگر نگوییم بیشتر، مشکل‌ساز باشند. تانکرهای دوجداره طراحی و ساختار پیچیده‌تری نسبت به همتایان تک‌جداره خود دارند، به این معنی که به نگهداری و مراقبت بیشتری در حین کار نیاز دارند که اگر تحت نظارت و کنترل مسئولانه قرار نگیرند، ممکن است مشکلاتی ایجاد کنند. بدنه‌های دوگانه اغلب منجر به افزایش وزن بدنه حداقل ۲۰٪ می‌شوند، و از آنجا که وزن فولاد مخازن دو جداره نباید بیشتر از کشتی‌های تک جداره باشد، دیواره‌های بدنه جداگانه معمولاً نازک‌تر و از نظر تئوری مقاومت کمتری در برابر سایش دارند. بدنه‌های دوتایی به هیچ وجه احتمال جدا شدن بدنه‌ها را از بین نمی‌برند. با توجه به فضای هوایی بین بدنه‌ها، مشکل بالقوه‌ای نیز وجود دارد که گازهای فرار از طریق نواحی فرسوده بدنه داخلی به بیرون نشت می‌کنند و خطر انفجار را افزایش می‌دهند.
اگرچه چندین کنوانسیون بین‌المللی علیه آلودگی وجود دارد، اما تا سال ۲۰۰۳ هنوز هیچ نهاد رسمی برای تعیین استانداردهای اجباری بین‌المللی وجود نداشت، اگرچه راهنمای ایمنی بین‌المللی برای تانکرها و پایانه‌های نفتی (ISGOTT) دستورالعمل‌هایی را ارائه می‌دهد که در مورد استفاده بهینه و ایمنی توصیه‌هایی ارائه می‌دهد، مانند توصیه به عدم ورود به مخازن بالاست در هنگام بارگیری محموله، و اینکه نمونه‌های هفتگی از جو داخل برای گاز هیدروکربن گرفته شود. با توجه به دشواری‌های تعمیر و نگهداری، سازندگان کشتی در تولید کشتی‌های دوجداره که بازرسی آنها آسان‌تر است، مانند مخازن بالاست و بار که به راحتی قابل دسترسی هستند و تشخیص خوردگی در بدنه آنها آسان‌تر است، رقابت کرده‌اند. انجمن تعاونی سازه تانکر (TSCF) در سال ۱۹۹۵ راهنمای بازرسی و نگهداری سازه‌های تانکرهای دوجداره را منتشر کرد که بر اساس تجربه کار با تانکرهای دوجداره توصیه‌هایی ارائه می‌داد.